# Ray Baker
Ramon "Ray" Wayne Baker, född 23 mars 1962, är en amerikansk-svensk teolog, apologet och författare. 
Han är medarbetare vid Apologia, tidigare Credoakademin.
Baker har varit missionär i Island, Frankrike och Sverige. 
Baker har disputerat vid Åbo Akademi med en avhandling om helvetet (Issuant Views of Hell in Contemporary Anglo-American Theology).